# Ruschia vaginata
Ruschia vaginata är en isörtsväxtart som först beskrevs av Adrian Hardy Haworth, och fick sitt nu gällande namn av Schwant. Ruschia vaginata ingår i släktet Ruschia och familjen isörtsväxter. Inga underarter finns listade i Catalogue of Life.